# Circulation
Circulation este o revistă de specialitate din domeniul cardiologiei. Datele publicate sunt rezultate din cercetările cardilogilor cu privire la modul funcționare a cordului și rolul lui în contextul unei circulației sanguine deficitare. Care pot fi cauzate de bolile inimii, boli metabolice sau a căilor vasculare. Revista a luat ființă în anul 1950 fiind o revistă săptămânală tipărită în limba engleză de editura Lippincott Williams & Wilkins.
În anul 2014 revista avea un factor de impact de 14.43